# Desmococcus
Desmococcus är ett släkte av insekter. Desmococcus ingår i familjen pärlsköldlöss.
Kladogram enligt Catalogue of Life:
| Desmococcus | \| \| Desmococcus captivus \| \| \| \| \| \| Desmococcus sedentarius \| \| \| \| |
|             | \| \| Desmococcus captivus \| \| \| \| \| \| Desmococcus sedentarius \| \| \| \| |
|             | Desmococcus captivus                                                             |
|             |                                                                                  |
|             | Desmococcus sedentarius                                                          |
|             |                                                                                  |